# Маркуз Буюрук-хан
Маркуз (Марк, Маргус) Буюрук-хан (*д/н–бл. 1150) — 1-й хан караїтів у 1125—1150 роках. Відомий також як Маркуз III.

## Життєпис
Належавдо династії володарів племенного союзу караїтів, що з близько 1007 року сповідувало несторіанство. Його дідом був Маркуз-буюрук (II). Припускають, що окрім християнського мав караїтське ім'я — Сарик.
Напочатку 1120-х років караїти стали майже самостійними від держави Зубу. Цьому сприяло послаблення влади чорних татар, які вимушені були протистояти чжучрчжуням. 1137 року зазнав поразки від Тудур-білге-тегіна, правителя меркітів.
1125 року Маркуз-Буюрук оголосив себе незалежним, прийнявши титул хана. Уклав союз з монголами на чолі із Хабулом, чим започаткував розпад Зубу. Спільно з монголами вів війнупроти татар, що ймовірно намагалися відновити свою владу, а потім імперії Цзінь.
У 1148 році після смерті Хабул-ханастає одним з провідників боротьби з татарами. Близько 1150 року зазнав поразки й потрапив у полон до Нор-Буюрука, хана татар, який передав хана караїтів цзінському уряду. Тут того було страчено прибивши до «дерев'яного віслюка» (V-подібне пристрій з гострим клином на вершині, який поступово протикав тіло жертви). Владу над караїтами перебрав Кіріакуз Буюрук-хан.